# Filfili
Filfili (ryska: Фильфили, Fil’fili) är en ort i Azerbajdzjan.   Den ligger i distriktet Oğuz Rayonu, i den centrala delen av landet, 210 km väster om huvudstaden Baku. Filfili ligger 1 144 meter över havet och antalet invånare är 749.
Terrängen runt Filfili är bergig norrut, men söderut är den kuperad. Närmaste större samhälle är Oğuz, 12,0 km väster om Filfili. 
Omgivningarna runt Filfili är en mosaik av jordbruksmark och naturlig växtlighet. Runt Filfili är det ganska glesbefolkat, med 34 invånare per kvadratkilometer.